# Chính sách kinh tế mới (Hoa Kỳ)
Chính sách kinh tế mới (tiếng Anh: New Deal) là một tổ hợp các đạo luật, chính sách và giải pháp nhằm đưa Hoa Kỳ thoát ra khỏi cuộc đại suy thoái kinh tế 1929-1933. Gắn liền với tên tuổi của vị Tổng thống thứ 32 của Hoa Kỳ, Franklin Delano Roosevelt, chính sách này có nội dung chủ yết là tăng cường sự quản lý và nhà nước bắt đầu thực hiện điều tiết vĩ mô nền kinh tế Mỹ.

## Tóm tắt chính sách mới lần thứ nhất và lần thứ hai
Chính sách Kinh tế Mới lần thứ nhất (First New Deal, 1933–1934) giải quyết cuộc khủng hoảng ngân hàng cấp bách thông qua Đạo luật Ngân hàng Khẩn cấp và Đạo luật Ngân hàng năm 1933. Cơ quan Cứu trợ Khẩn cấp Liên bang (FERA) đã cung cấp 500 triệu USD (tương đương 12,1 tỷ USD vào năm 2024) cho các hoạt động cứu trợ do các bang và thành phố thực hiện, và Cơ quan Công trình Dân sự (CWA) tồn tại trong thời gian ngắn đã hỗ trợ tài chính cho các địa phương để vận hành các dự án tạo việc làm từ năm 1933 đến 1934. Đạo luật Chứng khoán năm 1933 cũng được ban hành nhằm ngăn chặn việc thị trường chứng khoán sụp đổ lần nữa. Công việc gây nhiều tranh cãi của Cơ quan Phục hồi Quốc gia (NRA) cũng là một phần của Chính sách Kinh tế Mới lần thứ nhất.
Chính sách Kinh tế Mới lần thứ hai (Second New Deal) trong giai đoạn 1935–1936 bao gồm Đạo luật Quan hệ Lao động Quốc gia nhằm bảo vệ quyền tổ chức lao động, chương trình cứu trợ Cơ quan Quản lý Công trình (WPA) – khiến chính phủ liên bang trở thành nhà tuyển dụng lớn nhất quốc gia, Đạo luật An sinh Xã hội cùng với các chương trình mới hỗ trợ nông dân thuê đất và người di cư. Những đạo luật quan trọng của Chính sách Kinh tế Mới là việc thành lập Cơ quan Nhà ở Hoa Kỳ (United States Housing Authority) và Cơ quan Quản lý An ninh Nông thôn (FSA) vào năm 1937; cùng với Đạo luật Tiêu chuẩn Lao động Công bằng năm 1938, quy định thời gian làm việc tối đa và mức lương tối thiểu cho hầu hết các nhóm lao động. FSA cũng là một trong những cơ quan giám sát của Cơ quan Tái thiết Puerto Rico, phụ trách thực hiện các nỗ lực cứu trợ cho người dân Puerto Rico bị ảnh hưởng bởi cuộc Đại Khủng hoảng.

## Ngân hàng và Tài chính
Khi F.D. Roosevelt tuyên thệ nhậm chức Tổng thống, hệ thống ngân hàng và tài chính của Mỹ đang trong tình trạng tê liệt. Đầu tiên, các ngân hàng quốc gia nhanh chóng bị đóng cửa, và sau đó, chỉ được hoạt động trở lại khi chúng có khả năng chi trả. Chính quyền đã thực thi chính sách lạm phát tiền tệ vừa phải để tăng giá cả của hàng hóa và giúp cho các gánh nặng nợ nần nhẹ nhõm phần nào. Các cơ quan mới của chính phủ đã cấp những khoản tín dụng hào phóng cho nông nghiệp và công nghiệp. Công ty Bảo hiểm Tiền gửi Liên bang (FDIC) đã bảo hiểm tới 5000 USD cho các khoản tiền tiết kiệm gửi ngân hàng. Các điều luật Liên bang cũng được áp dụng cho hoạt động bán chứng khoán trên sở giao dịch chứng khoán.

## Thất nghiệp
Tổng thống Franklin D. Roosevelt đã phải đối mặt với một tỉ lệ thất nghiệp cao chưa từng có trong lịch sử. Vào thời điểm ông nhậm chức, có khoảng 13 triệu người Mỹ - chiếm một phần tư lực lượng lao động - không có việc làm. Những hàng người chờ đợi được phân phát bánh mỳ là cảnh tượng thường thấy tại hầu hết các thành phố. Hàng trăm nghìn người lang thang khắp đất nước để tìm kiếm thức ăn, việc làm và nơi trú ngụ.
Bước đi đầu tiên nhằm giải quyết nạn thất nghiệp là hình thành Đội Bảo tồn Dân sự (CCC), một chương trình trợ giúp thanh niên từ 18 đến 25 tuổi. CCC tập hợp thanh niên không có việc làm thành những trại lao động do quân đội quản lý. Trong thập niên đó, đã có khoảng hai triệu thanh niên đã tham gia chương trình này. Họ hoạt động trong nhiều dự án bảo tồn: trồng cây chống xói mòn, bảo vệ các khu rừng quốc gia, loại bỏ ô nhiễm các dòng suối, xây dựng các khu bảo tồn cá, thú săn và chim, bảo vệ các vỉa than, mỏ dầu, đá phiến dẹt, mỏ khí đốt, mỏ muối natri và mỏ khí heli.
Cơ quan Quản lý các công trình công cộng (PWA) cung cấp việc làm cho những công nhân có tay nghề cao trong ngành xây dựng, chủ yếu làm việc trong các dự án lớn hoặc các dự án có quy mô vừa. Các công trình nổi tiếng trong giai đoạn này là đập nước Bonneville, đập Lớn Coulee tại miền Đông Bắc Thái Bình Dương, hệ thống cống ở Chicago, cầu Triborough ở thành phố New York, và hai tàu sân bay (Yorktown và Enterprise) cho Hải quân Mỹ.
Cơ quan Tennessee Valley (TV), vừa là một chương trình tạo công ăn việc làm, vừa là một dự án quy hoạch các công trình công cộng, đã phát triển vùng thung lũng nghèo của sông Tennessee bằng cách xây dựng một loạt các đập nước nhằm kiểm soát lũ lụt và làm thủy điện. Bằng việc cung cấp điện với giá rẻ cho toàn bộ vùng Tennessee, cơ quan này đã thúc đẩy sự tăng trưởng nhất định về kinh tế, nhưng lại khiến các công ty điện lực tư nhân ghen ghét và thù địch. Các nhà kinh tế xã hội mới ca ngợi rằng đây là một ví dụ tiêu biểu về dân chủ cơ sở.
Trong suốt hơn 2 năm hoạt động từ 1933 đến 1935, Cơ quan Cứu trợ Khẩn cấp Liên bang (FERARI) đã trực tiếp phân phát cứu trợ, chủ yếu dưới hình thức trả tiền trực tiếp cho hàng trăm nghìn người. Đôi khi, tổ chức này còn trợ cấp lương cho các giáo viên và nhân viên trong các cơ quan hành chính ở địa phương. Tổ chức này cũng đã triển khai nhiều dự án công cộng quy mô nhỏ cung cấp việc làm, cũng giống như Cơ quan Lao động Dân sự (CWA) từ cuối năm 1933 đến mùa xuân năm 1934. Đây bị chỉ trích là những việc làm giá trị, những công việc này có đủ loại, từ việc đào hào tới sửa chữa đường cao tốc và dạy học. Roosevelt và các quan chức nòng cốt của ông trong chính phủ đã lo lắng về các khoản chi phí dành cho những dự án cung cấp việc làm này, nhưng ông vẫn tiếp tục ủng hộ các chương trình chống nạn thất nghiệp, dựa trên nguyên tắc tạo ra công ăn việc làm chứ không phải là trợ cấp phúc lợi xã hội.

## Nông nghiệp
Vào mùa xuân năm 1933, khu vực kinh tế nông nghiệp đang trong tình trạng suy sụp. Điều đó khiến những người khởi xướng Chính sách kinh tế mới có cơ sở để thử nghiệm niềm tin của họ rằng việc điều tiết nhiều hơn sẽ giải quyết được nhiều vấn đề của đất nước. Năm 1933, Quốc hội đã thông qua Luật Điều chỉnh Nông nghiệp (AAA) nhằm trợ giúp kinh tế cho nông dân. AAA đề xuất tăng giá nông sản bằng cách trả cho nông dân một khoản trợ cấp đền bù cho phần sản lượng tự nguyện cắt giảm. Nguồn tiền cho những khoản trợ cấp này có được do số thu từ thuế đánh vào những ngành công nghiệp chế biến nông sản. Tuy nhiên, cho đến khi điều luật này chính thức trở thành luật, thì vụ gieo trồng đã diễn ra rồi, và AAA buộc phải trả cho nông dân một khoản tiền trợ cấp để họ phá bỏ các mảnh đất đã được gieo trồng. Việc cắt giảm sản lượng và trợ cấp nông nghiệp thông qua Công ty Tín dụng Nông sản - là công ty thu mua nông sản để cất trữ - khiến cho sản lượng trên thị trường giảm xuống và giá nông sản tăng lên.
Từ năm 1932 đến năm 1935, thu nhập của nông dân tăng hơn 50% nhưng chỉ phần nào là nhờ vào các chương trình liên bang mà thôi. Trong những năm đó, khi chủ đất được khuyến khích không dùng đất vào trồng trọt, thải hồi những người làm thuê và những người lĩnh canh, thì một trận hạn hán khắc nghiệt đã ập xuống các bang vùng Plains. Gió mạnh và những cơn bão cát đã tàn phá khắp vùng khiến miền này nổi danh là xứ bụi trong suốt những năm 1930. Mùa màng bị tàn phá và các nông trại bị phá hủy.
Cho đến năm 1940, khoảng 2,5 triệu người đã rời khỏi các bang vùng Plains, tạo thành dòng người di cư lớn nhất trong lịch sử nước Mỹ. Trong số đó, khoảng 200.000 người đã đến California. Những người di cư không chỉ gồm có nông dân mà còn bao gồm cả lao động chuyên môn, người bán lẻ và nhiều lớp người khác mà sinh kế của họ gắn với sự thăng trầm của các cộng đồng nông nghiệp. Nhiều người trong số họ cuối cùng đã phải tranh nhau tìm kiếm những công việc mang tính thời vụ như thu hái nông sản với đồng lương cực kỳ rẻ mạt.
Chính phủ đã ra tay cứu trợ bằng cách thành lập Cơ quan Bảo toàn Đất đai năm 1935. Những tập quán canh tác làm tàn phá đất đai đã làm cho ảnh hưởng của hạn hán càng trầm trọng thêm. Cơ quan này đã hướng dẫn nông dân các biện pháp làm hạn chế xói mòn. Ngoài ra, gần 30.000 km cây trồng đã được trồng lên để làm giảm sức mạnh của gió.
Tuy AAA phần nhiều là thành công, nhưng nó vẫn bị bãi bỏ vào năm 1936, khi các khoản thuế đánh vào các công ty chế biến thực phẩm bị Tòa án Tối cao cho là không hợp hiến. Quốc hội đã nhanh chóng thông qua một điều luật hỗ trợ nông dân, cho phép chính phủ trợ cấp cho những nông dân chấp nhận bỏ đất không gieo trồng nhằm mục đích bảo toàn đất đai. Năm 1938, với đa số thành viên ủng hộ Chính sách kinh tế mới tại Tòa án Tối cao, Quốc hội đã phục hồi điều luật AAA.
Cho tới năm 1940, gần sáu triệu nông dân đã nhận được trợ cấp liên bang. Các chương trình Chính sách kinh tế mới đã cấp các khoản vay cho những vụ gieo trồng tăng thêm, cung cấp bảo hiểm lúa mì và hệ thống cất trữ theo kế hoạch, nhằm đảm bảo nguồn cung cấp lương thực ổn định. Cuối cùng, chính sách ổn định kinh tế cho nông dân cũng đã được hoàn tất, mặc dù chính phủ đã phải giám sát vô cùng chặt chẽ và bỏ ra những khoản chi phí khổng lồ.

## Công nghiệp và lao động
Cơ quan Phục hồi Quốc gia (NRA) được thành lập năm 1933 cùng với Đạo luật Phục hồi Công nghiệp Quốc gia (NIRA) đã chấm dứt cạnh tranh gay gắt bằng việc đưa ra các bộ luật về cạnh tranh công bằng nhằm tạo nhiều việc làm hơn và do đó sẽ làm tăng sức mua. Tuy lúc đầu, NRA rất được hoan nghênh, nhưng nó đã sớm bị phàn nàn vì đã điều tiết quá mức và khiến cho việc phục hồi công nghiệp không được hoàn thành. Cơ quan này đã bị tuyên bố là không hợp hiến vào năm 1935.
NIRA đã đảm bảo cho lao động quyền được thương lượng tập thể thông qua các tổ chức công đoàn đại diện cho tầng lớp công nhân. Tuy nhiên, NRA đã không vượt qua được sự phản đối mạnh mẽ của giới doanh nghiệp đối với chủ nghĩa nghiệp đoàn độc lập. Sau khi cơ quan này giải thể vào năm 1935, Quốc hội đã thông qua Luật Quan hệ Lao động Quốc gia. Luật này đã khẳng định lại sự bảo đảm đó và cấm giới chủ lao động can thiệp vào hoạt động của Công đoàn. Quốc hội cũng lập ra Ban Quan hệ Lao động Quốc gia (NLRB) để giám sát các cuộc thương lượng tập thể, điều hành các cuộc bầu cử và bảo đảm cho công nhân quyền lựa chọn tổ chức đại diện cho họ trong việc thương lượng với giới chủ.
Sự tiến bộ lớn lao đạt được trong tổ chức lao động đã mang lại cho người lao động ý thức ngày càng tăng về những quyền lợi chung, và sức mạnh của các tầng lớp lao động đã tăng lên không chỉ trong công nghiệp, mà cả về mặt chính trị. Đảng Dân chủ của Franklin D.Roosevelt đã được lợi rất nhiều từ những tiến bộ này.

## Chính sách kinh tế mới lần thứ hai
Trong những năm đầu thực thi, mặc dù Chính sách kinh tế mới đã thực hiện hàng loạt các sáng kiến lập pháp và đã làm sản lượng và giá cả tăng lên đáng kể, song nó vẫn không chấm dứt được thời kỳ suy thoái kinh tế. Khi nỗi lo sợ về cuộc khủng hoảng đã dịu đi, thì những nhu cầu mới lại xuất hiện. Các doanh nhân tiếc nuối vì chính sách không can thiệp không còn tồn tại nữa và bất bình trước những quy định của NIRA. Những cuộc khẩu chiến ầm ĩ cũng xuất hiện từ phía các phe phái chính trị cánh tả và cánh hữu, do những kẻ mơ mộng, những kẻ âm mưu và các chính trị gia mới nổi mang theo những phương thuốc phục hồi kinh tế thu hút sự chú ý của đông đảo dân chúng. Tiến sĩ Francis E. Townsend đề xuất các khoản lương hưu hậu hĩnh cho người già. Cha Coughlin, một vị linh mục từng phát biểu trên đài phát thanh, kêu gọi các chính sách chống lạm phát và chỉ trích các chủ nhà băng quốc tế trong những bài diễn văn được tung ra tới tấp của ông, mang tư tưởng bài xích Do Thái và ả Rập. ấn tượng nhất là Huey P. Long, Thượng nghị sĩ bang Louisiana, một diễn giả nổi tiếng về tài hùng biện và sự thẳng thắn luôn ủng hộ cho những người bị thiệt thòi yếu thế, đã vận động cho chính sách tái phân phối thu nhập (Nếu không bị ám sát vào tháng 9/1936 thì Huey P. Long rất có thể đã là một thách thức đối với chiếc ghế Tổng thống của Franklin D. Roosevelt vào cuộc bầu cử năm 1936).
Trước những áp lực này, Tổng thống Franklin D. Roosevelt đã đưa ra một loạt những biện pháp mới về kinh tế và xã hội. Nổi bật nhất trong số đó là những biện pháp đấu tranh chống đói nghèo, mang lại việc làm cho những lao động đang thất nghiệp và xây dựng một mạng lưới an sinh xã hội.
Cơ quan Xúc tiến Việc làm (WPA), một cơ quan hỗ trợ trọng yếu của Chính sách kinh tế mới lần thứ hai, là tổ chức cung cấp việc làm lớn nhất thời kỳ đó. Cơ quan này đã triển khai các dự án quy mô nhỏ trên khắp đất nước, xây dựng nhà cửa, đường sá, sân bay và trường học. Các diễn viên, họa sĩ, nhạc sĩ và nhà văn được làm việc cho các Dự án Nhà hát Liên bang, Dự án Nghệ thuật Liên bang và Dự án Nhà văn Liên bang. Ngoài ra, Cơ quan Thanh niên Quốc gia cũng đã cung cấp việc làm bán thời gian cho sinh viên, thiết kế các chương trình đào tạo và trợ cấp cho những thanh niên chưa có việc làm. WPA tính toán được khoảng ba triệu người thất nghiệp trong thời điểm đó; và cho đến khi bị bãi bỏ năm 1943 thì cơ quan này đã giúp đỡ được tổng cộng chín triệu người.
Theo Tổng thống Franklin D. Roosevelt thì nền tảng của Chính sách kinh tế mới là Đạo luật Bảo hiểm Xã hội năm 1935. Bảo hiểm Xã hội đã tạo ra một hệ thống phúc lợi do nhà nước quản lý, nhằm trợ cấp cho người tàn tật, người nghèo và người thất nghiệp dựa trên các khoản đóng góp của tiểu bang và liên bang. Nó cũng tạo ra một hệ thống bảo hiểm hưu trí quốc gia, rút tiền từ một quỹ tín thác do chủ lao động và người lao động tham gia đóng góp. Nhiều quốc gia công nghiệp khác cũng đã từng ban hành những chương trình như vậy, nhưng những lời kêu gọi cho sáng kiến này ở Hoa Kỳ trước đó bị bỏ qua. Ngày nay, hệ thống bảo hiểm xã hội là chương trình quốc nội lớn nhất do Chính phủ Mỹ quản lý.
Thêm vào đó, Franklin D. Roosevelt đã cho ra đời thêm các điều luật khác là Đạo luật Quan hệ Lao động Quốc gia; Đạo luật Thuế thu nhập - nhằm tăng thuế thu nhập của người giàu; Đạo luật về các Công ty công ích - nhằm thống nhất các công ty điện lực thành các tập đoàn lớn; Đạo luật Ngân hàng - mở rộng quyền lực của Cục Dự trữ Liên bang đối với các ngân hàng tư nhân. Một động thái quan trọng khác là việc thành lập Cơ quan Điện khí hóa Nông thôn cung cấp điện cho các trang trại trên khắp đất nước.

## Đánh giá
Xét trên khía cạnh nào đó thì Chính sách kinh tế mới chỉ đơn thuần đưa ra những cải cách xã hội và kinh tế vốn đã rất quen thuộc đối với người châu Âu từ hơn một thế hệ nay. Tuy nhiên, Chính sách kinh tế mới là cao trào của một xu hướng dài hạn nhằm tiến tới bãi bỏ chủ nghĩa tư bản không can thiệp trước đây, thay vào đó thì nhà nước thực hiện điều tiết vĩ mô nền kinh tế. Chính phủ Mỹ trở lại việc kiểm soát đường sắt vào những năm 1880, và đưa ra hàng loạt cải cách luật pháp bang và liên bang đã được khởi xướng dưới thời các Tổng thống Theodore Roosevelt và Woodrow Wilson. Tuy nhiên, điều thực sự mới mẻ trong Chính sách kinh tế mới là nó đã nhanh chóng đạt được những thành tựu mà trước đó phải mất nhiều thế hệ mới có được.
Tuy vậy, rất nhiều chương trình cải cách trong số này đã được khởi thảo một cách vội vã và được quản lý lỏng lẻo; một số khác thì lại mâu thuẫn với những mô hình cải cách còn lại. Hơn nữa, chính sách này không quá thành công trong việc thi hành. Tuy vậy, những hành động trong Chính sách kinh tế mới đã giúp đỡ hàng triệu người Mỹ thoát khỏi thất nghiệp, xây dựng nền tảng cho một liên minh chính trị hùng mạnh, và khiến mỗi công dân Mỹ lại thực sự quan tâm đến chính phủ.